# Don't Bore Us, Get to the Chorus!
"Don't Bore Us - Get to the Chorus! Roxette's Greatest Hits" (en español: "¡No nos aburran! - ¡Canten el estribillo!: Grandes éxitos de Roxette") es el título de lo que se puede considerar como el primer gran álbum compilatorio de éxitos del dúo pop rock sueco Roxette, publicado el día 30 de octubre de 1995. El álbum no fue publicado en Estados Unidos hasta el 26 de septiembre de 2000, con un listado diferente de canciones al de la publicación original.
Este álbum tiene la particularidad que no es solamente un álbum contentivo de canciones que ya fueron grandes éxitos y nada más, sino que además de esto, incluye cuatro canciones nuevas previamente grabadas dos meses antes de la fecha de publicación de este álbum y son temas inéditos cuyas grabaciones se realizaron entre los meses de julio y agosto de 1995.
En el diseño gráfico de la contraportada, se coloca adrede como seña visible para identificar cuáles son los temas nuevos, un pequeño círculo rojo con una estella blanca en su interior; los temas nuevos serían los dos primeros tracks del álbum y los dos últimos; todos las demás canciones son temas viejos ya conocidos con anterioridad en su momento y algunos de ellos, publicados en este álbum compilado en sus "versiones singles" y "versiones edit" destinadas especialmente para su difusión la radio, que como se sabe, son versiones ligeramente diferentes a las "versiones álbum" que casi todos conocen.
Este álbum fue publicado en una edición especial titulada: "Don't Bore Us - Get to the Chorus!" (Roxette's European Promo Tour) Bootleg", esta edición especial no contiene el track list de la edición original; sólo trae 4 canciones que corresponden a las famosas Versiones Abbey Road, que no son más que versiones acústicas grabadas en directo estando dentro de una de las cabinas de grabación de los Estudios Abbey Road. Estas sesiones acústicas se grabaron dieciséis días después de que saliera publicado al mercado este álbum recopilatorio, es decir, se grabaron el 15 de noviembre de 1995. Las cuatro canciones que contiene esta edición especial son:
1. "The Look" (Abbey Road version)
2. "Listen to Your Heart" (Abbey Road version)
3. "You Don't Understand Me" (Abbey Road version) y,
4. "Help!" (Abbey Road version) canción originalmente cantada por Los Beatles.[4]

## Reseña histórica
«"Don't Bore Us - Get to the Chorus!"
por Sven Lindström.

Un grupo que puede exprimir 14 sencillos de éxito internacional—y cuatro posibles nuevos—en un solo CD, sería impresionante para cualquier estándar.

Según los estándares suecos que significa que es bien ABBA— o Roxette—y puesto que el grupo está muy vivo, no hay realmente ninguna duda al respecto.

Son los más grandes sencillos de Roxette. No todos, ¡claro está!. Sólo sus mayores... hasta ahora. Hoy actos de enjanbres de jóvenes de pop sueco alrededor del mundo, y listas de dance; pero viniendo de la tierra de Björn, Benny, Agnetha y Frida (ABBA) no les ayudó mucho cuando Roxette alegremente comenzaron su búsqueda para dominar el mundo a mediados de los años 80. En cuanto a las credenciales del pop, que bien podría haber sido de Letonia y Portugal.

Pero al igual que la plataforma que llevaba sus predecesores, Roxette mostró a una generación de jóvenes artistas suecos que realmente era posible salir, para tener exitoso #1 y recorrer el mundo, a pesar del hecho de que la lengua natural era sospechosamente similar al chef de El Show de los Muppets.

En caso Roxette fue una astuta combinación de talento, determinación y, en cual su avance lo impulsó "The Look", fue por pura suerte. (Si no te conoces esa historia ya, preguntáselo a tu mamá).

Se iniciaron en 1986, con razón, suponiendo que la combinación de las canciones de Per Gessle y la voz de Marie Fredriksson los llevarían más allá de lo que podían ir por separado. Ellos apodaron su nombre de una canción de Dr. Feelgood y se pusieron a trabajar.

Nueve años, 36 millones de álbumes, 15 millones de sencillos, dos giras mundiales y más tarde numerosos rumores de "¿Van a dividir?", Roxette está listo para mirar hacia atrás por primera vez. En cuanto al futuro que sigue, sólo escuchén a éstas cuatro canciones nuevas y juzguen por ustedes mismos.

En un día caluroso en agosto de 1995 y Per Gessle y Fredriksson Marie se sentaron a hablar sobre la galeria de éxitos de Roxette. Ahora canten el estribillo.»
Texto de Sven Lindström tomado del libreto de créditos que viene incluido en el álbum recopilatorio "Don't Bore Us - Get to the Chorus!. Roxette's Greatest Hits.", pág. 2

## Lista de canciones
1. "June Afternoon" 4:15
2. "You Don't Understand Me" 4:28
3. "The Look" (del álbum Look Sharp!, 1988) 3:56
4. "Dressed for Success" (US Single Mix; del álbum Look Sharp!) 4:11
5. "Listen to Your Heart" (Swedish Single Edit; del álbum Look Sharp!) 5:14
6. "Dangerous" (Single Version; del álbum Look Sharp!) 3:48
7. "It Must Have Been Love" (del álbum Pretty Woman Soundtrack, 1990) 4:19
8. "Joyride" (Single Edit; del álbum Joyride, 1991) 4:02
9. "Fading Like a Flower (Every Time You Leave)" (del álbum Joyride) 3:53
10. "The Big L." (del álbum Joyride) 4:28
11. "Spending My Time" (del álbum Joyride) 4:38
12. "How Do You Do!" (del álbum Tourism, 1992) 3:12
13. "Almost Unreal" (del álbum Super Mario Bros. Soundtrack, 1993) 3:59
14. "Sleeping in My Car" (Single Edit; del álbum Crash! Boom! Bang!, 1994) 3:33
15. "Crash! Boom! Bang!" (Single Edit; del álbum Crash! Boom! Bang!) 4:25
16. "Vulnerable" (Single Version; del álbum Crash! Boom! Bang!) 4:30
17. "She Doesn't Live Here Anymore" 4:03
18. "I Don't Want to Get Hurt" 4:17

Toda la música compuesta por Per Gessle, excepto las que se indican.. 
| N.º   | Título | Duración |  |
| 75:20 |        |          |  |

NOTA: • Canciones inéditas / Grabadas ente julio y agosto de 1995.
- Canciones que vienen incluidas en la edición especial: "Don't Bore Us, Get to the Chorus! [Roxette's European Promo Tour]-Bootleg."

Toda la música compuesta por Per Gessle, excepto las que se indican.. 
| N.º   | Título | Duración |  |
| 1.    | «The Look» (Abbey Road version - acoustic version)                                                             | 3:46     |  |
| 2.    | «Listen to Your Heart» (Abbey Road versión - acoustic version)                                                 | 3:38     |  |
| 3.    | «You Don't Understand Me» (Abbey Road version - acoustic version - Música y Letra: Per Gessle & Desmond Child) | 3:43     |  |
| 4.    | «Help!» (Abbey Road version - acoustic version - Música y Letra: John Lennon & Paul McCartney)                 | 2:57     |  |
| 14:04 | |          |  |

### Créditos de las sesiones acústicas grabadas en Abbey Road
"The Look" (Abbey Road version): Producido por Roxette y Öfwerman Clarence. Grabado en los Abbey Road Studio 1, Londres, Reino Unido el 15 de noviembre de 1995. Voces: Marie Fredriksson y Per Gessle. Guitarras: Per Gessle y Isacsson Jonas. Percusión: Mats MP Persson. Fecha de lanzamiento: Como track acompañante del single "You Don't Understand Me".

"Listen to Your Heart" (Abbey Road version): Producido por Roxette y Öfwerman Clarence. Grabado en los Abbey Road Studio 1, Londres, Reino Unido el 15 de noviembre de 1995. Guitarra: Per Gessle. Voces: Marie Fredriksson. Fecha de lanzamiento: como track acompañante del single "You Don't Understand Me".

"You Don't Understand Me" (Abbey Road version): Producido por Roxette y Öfwerman Clarence. Grabado en los Abbey Road Studio 1, Londres, Reino Unido el 15 de noviembre de 1995. Voces: Marie Fredriksson. Piano de cola: Clarence Öfwerman. Voces de acompañamiento y percusión: Mats MP Persson. Fecha de lanzamiento: Como track acompañante de los singles "You Don't Understand Me" y en el single "Anyone".

"Help!" (Abbey Road version): Producido por Roxette y Öfwerman Clarence. Grabado en los Abbey Road Studio 1, Londres, Reino Unido el 15 de noviembre de 1995. Aparece en el bootleg "Don't Bore Us - Get to the Chorus! [Roxette's European PROMO Tour]" y en el box-set: The Rox Box/Roxette 86-06, CD-3.
Comentario de Marcus van Deursen: "Este cover acústico de Los Beatles nunca ha sido oficialmente lanzado por Roxette y se ha emitido sólo un par de veces en la radio de la BBC en el Reino Unido en 1995."
Texto de los créditos de las "Versiones Abbey Road" tomados de: www.roxservice.com (sección: Bootleg) y de roxette20.eu

### Sencillos
- "You Don't Understand Me":
  1. "You Don't Understand Me" (versión álbum)
  2. "Crazy About You"
  3. "Harleys And Indians (Riders In The Sky)"

- "The Look '95" (2CD set, CD1):
  1. "The Look" (Chaps 1995 remix)
  2. "The Look" (Chaps 1995 remix edit)
  3. "The Look" (Chaps Donna Bass mix)
  4. "The Look" (Rapino Club mix)
  5. "The Look" (Rapino Dub mix)

- "The Look '95" (2CD set, CD2):
  1. "The Look" (Chaps 1995 remix)
  2. "Crazy About You"
  3. "The Look"
  4. "Dressed For Success" (U.S. mix)

- "June Afternoon":
  1. "June Afternoon"
  2. "Seduce Me" (demo, August 22, '90)
  3. "June Afternoon" (demo, July 17, '94)

- "She Doesn't Live Here Anymore":
  1. "She Doesn't Live Here Anymore"
  2. "The Look" (Chaps 1995 remix)
  3. "The Look" (Rapino 7" mix)

## Charts y certificaciones
Album Charts
| País          | Máxima posición | Certificación | Ventas      |
| ------------- | --------------- | ------------- | ----------- |
| Argentina     | desconocido     | Gold          | 30.000+     |
| Australia     | 10              | Platino       | 70.000+     |
| Brasil        | desconocido     | Platinum      | 250.000+    |
| Canadá        | 36              | Oro           | 50.000+     |
| Alemania      | 7               | Platino       | 500.000+    |
| Hungría       | 30              | Ninguno       | desconocido |
| Italia        | 7               | Platino       | 100.000+    |
| Países Bajos  | 12              | Oro           | 30.000+     |
| Nueva Zelanda | 8               | Platino       | 15.000+     |
| Noruega       | 14              | Ninguno       | desconocido |
| Suecia        | 2               | Platino       | 100.000+    |
| RU            | 5               | Platino       | 300.000+    |
| Polonia       | 5               | Oro           | 100.000+    |

## Créditos
- Voces — Per Gessle y Marie Fredriksson
- Letras — Per Gessle en todas las canciones.

"You Don’t Understand Me": Letra y música de Per Gessle y Desmond Child
- Música — Per Gessle, excepto las siguientes canciones:

"You Don't Understand Me": Letra y música de Per Gessle y Desmond Child.
"Listen To Your Heart": Música de Per Gessle y Mats MP Persson.
"Spending My Time": Música de Per Gessle y Mats MP Persson.
"She Doesn't Live Here Anymore": Música de Per Gessle y Mats MP Persson.
Producido y arreglado por Clarence Öfwerman.
Todas las canciones fueron publicadas por Jimmy Fun Music, excepto

"You Don't Understand Me" Jimmy Fun Music/EMI Songs.
- Álbum masterizado por George Marino en Sterlin Sound, ciudad de Nueva York, NY, USA.
- Diseño gráfico de Kjell andersson, especiales gracias para Pia Lagerqvist.
- Fotografías a cargo de Jonas Linell, especiales gracias a Yiva Axéll.
- Representación Worldwide EMA Telstar AB, Thomas Johansson, Estocolmo, Suecia.
- Representación de negocios Desert AB, Jan & Lena Beime, Örebro, Suecia.
- Representación legal Loeb & Loeb, Robert Thorne, Los Angeles, CA, USA.
- Publicidad (en USA) Reach Media Relations Inc., Michael Pagotta, ciudad de Nueva York, NY, USA.
- Jimmy Fun Music es exclusivamente administrado por EMI Music Publishing.
- Contribuciones excepcionales fueron hechas por: Marie Dimberg, Rolf Nygren, Kjell Andersson, Jan & Lena Beime, Thomas Jhansson, Tor Nielsen, Blixten Henriksson, EMA Telstar AB staff, Desert AB staff. Robert Thorne, EMI Records Worldwide, Roel Kruize, Mikael Bolyos, Åsa Nordin-Gessle, Mats M.P. Persson, Gyllene Tider, Alar Suurna, Michael Ilert, Björn Norén, Jack Satter, Wayne Mejia, Matt & Cynthia Murray, la familia Fredriksson y la familia Gessle, Nina Graakjær, Berit Lars & Lotta Nordin, Larz & Kicki Lundgren, Thomas Timbert, NK Trend & NK Herrkonfektion, el equipo de Roxette a través de los años incluyendo a.o. Dave Edwards, Bill Leabody, Matts "Skuggan" Wennersten, Pontus "Bullen" Largebielke, Ulf Andreasson, Nina Valerie, Lisa Derkert, Mattias Dalin, Micke Massaro, Guid-Lars Jungmark, Anders "Falken" Mikkelsen, Stefan "Stiffe" Rubenson, Masse Lökholm, Bojo Johansson, Fredrik All, Boddy Eriksson, Rex Ray, Arne Dahl, Keith Carroll, Jocke Hellmer y por último; pero no menos importante La banda más guapa de todo el mundo: Clarence Öfwerman, Anders Herrlin, Jonas Isacsson, Pelle Alsing, Vicki Benckert, Staffan Öfwerman, Mia Lindgren, Mick "Nord" Andersson & Mats "Myrdal" Person. Gracias especiales al Sr. Herbie Herbert por el ingenio y la sabituría, es decir, el título del álbum.
- Marie y Per apoyan a Amnistía Internacional, Marie también apoya a Östra Ljungby IF mientras que Per apoya a Halmia, HK Drott, Brian Jones Bikers Club & El pub local.[7]